# Hutchinsoniet
Hutchinsoniet is een sulfozoutmineraal van thallium, lood en arseen met de chemische formule (Tl,Pb)2As5S9.

## Eigenschappen
Het rode, roze tot zwarte hutchinsoniet heeft een glans variërend tussen een adamantien- en metaalglans, en een rode streepkleur. Het kristalstelsel is orthorombisch-piramidaal. Hutchinsoniet heeft een brosse tot conchoidale breuk en de splijting van het mineraal is goed langs kristalvlak [100]. De gemiddelde dichtheid is in de orde van 4,6 en de hardheid is 1,5-2, wat zeer zacht is.

## Naam
Hutchinsoniet is genoemd naar de Britse mineraloog Arthur Hutchinson (1866-1937). Van 1928 tot 1937 was Hutchinson “master” van het Pembroke College van de Universiteit van Cambridge.

## Voorkomen
Hutchinsoniet is een zeldzaam mineraal. Volgens Mindat.org is hutchinsoniet op nog geen tien plekken gevonden, wereldwijd. Hutchinsoniet komt voor in hydrothermale afzettingsgesteenten.
De typelocatie van het mineraal is het Binntal in het Zwitserse kanton Wallis. Daarnaast is het mineraal ook te vinden in het Duitse Baden-Württemberg, de Japanse provincie Hokkaido, de Chinese provincies Anhui, Yunnan en Hubei, La Libertad in Peru en West-Azerbeidzjan in Iran. 